# 西尔克·罗滕贝格
西尔克·罗滕贝格（德語：Silke Rottenberg，1972年1月25日—），德国女子足球运动员，场上位置是守门员。她曾代表德国参加2000年和2004年夏季奥林匹克运动会足球比赛，获得二枚铜牌。